# انجمن صنفی روزنامه‌نگاران ایران
انجمن صنفی روزنامه‌نگاران ایران سندیکای سراسری روزنامه‌نگاران در ایران است، که در مهرماه سال ۱۳۷۶ پس از روی کار آمدن محمد خاتمی تأسیس شد.

## پیشینه

### انحلال
در ۴ تیر ۱۳۸۷ این انجمن توسط دیوان عدالت اداری به علت حکومتی «سست بودن پایه‌های تأسیس»، واجد انحلال اعلام شد.
دفتر اداری انجمن صنفی روزنامه‌نگاران ایران که از ۱۴ مردادماه ۱۳۸۸ توسط دادستانی تهران و با حکم سعید مرتضوی پلمب شده بود، روز ۸ آذر ۱۳۸۹ فک پلمب شد تا تعاونی مسکن انجمن فعالیت اداری خود را استمرار دهد. با این‌حال طبق بیانیهٔ هیئت مدیرهٔ این انجمن، «فعالیت انجمن صنفی روزنامه‌نگاران ایران به ویژه امور دبیرخانه‌ای آن، از قبیل تمدید اعتبار کارت عضویت داخلی و بین‌المللی اعضاء، امور بیمهٔ بیکاری و فعالیت کمیته‌های عضوگیری و رفاهی تا اطلاع ثانوی همچنان میسر نیست.»

### بازگشایی
علی جنتی در ۱۱ اسفند ۱۳۹۲ خبر رفع مشکل انجمن صنفی روزنامه‌نگاران ایران را برای ادامه فعالیت داد. این انجمن که در دولت قبلی بنا بر شکایت وزارت اطلاعات از آن به دستور دادستان تهران -سعید مرتضوی- بسته شده بود با پس‌گرفتن این شکایت منع قانونی برای فعالیت ندارد. قرار بر این شده‌است که روزنامه‌نگاران عضو، مجمع عمومی برگزار کرده و اعضای هیئت مدیره جدید انجمن را انتخاب کنند. دادستان وقت - محسنی اژه‌ای- نیز در این باره گفت: «اگر انجمن نخواهد کار سیاسی کند، می‌تواند دوباره فعالیت کند».

## پیوندهای بیرون
- وب‌گاه رسمی انجمن روزنامه‌نگاران ایران
- فهرست اعضای فدراسیون جهانی روزنامه‌نگاران